# Falu BK
Falu BK var en sportklubb i Falun i Sverige. I bandy spelade klubben i Sveriges högsta serie säsongen 1934. I fotboll spelade klubben i Sveriges tredje högsta division säsongerna 1934/1935 och 1935/1936.
1935 bildade fyra föreningar i Falun, vilka samtliga hade bandy på programmet, en ny bandyförening, Falu BS.